# Eumélosz (Admétosz fia)
Eumélosz (görög Εύμηλος, latinosan Eumelus) görög mitológiai személy, Admétosz és Alkésztisz fia, a thesszáliai Pherai és Iólkosz városok uralkodója. Trója ostromában tizenegy bárkányi sereggel részt vett, minden bárkán 120 emberrel. Kiváló fogatversenyző, a Patroklosz halála után rendezett versenyt megnyerte volna, ha a Diomédészt támogató Pallasz Athéné be nem avatkozik, eltörve a kocsirúdját. Eumélosz kizuhant a szekérből, de ismét felkapaszkodott rá és utolsóként futott be. A trójai falóban rejtőző görögök közé számítják. Mellékalakként Euripidész Alkésztisz című drámájában is megjelenik.